# 宇文乞得亀
宇文 乞得亀（うぶん きつとくき、拼音：Yǔwén Qǐdeguī、? - 333年）は、鮮卑宇文部の大人。父は宇文遜昵延。兄に宇文悉跋堆がいる。『資治通鑑』では宇文乞得帰と表記される。

## 生涯
宇文遜昵延が没すると、その位を継いだ。
325年1月、後趙君主石勒は宇文乞得亀に官職を与えると、慕容部の大人慕容廆を攻撃させた。慕容廆は嫡男の慕容皝に迎撃を命じ、遼東相裴嶷に拓跋部を指揮させて右翼に置き、征虜将軍慕容仁を柏林に赴かせて左翼に置いた。宇文乞得亀は澆洛水に布陣すると、砦を固めて出撃せず、兄の宇文悉跋堆に慕容仁を攻めさせた。だが、宇文悉跋堆は慕容仁に敗れて戦死し、さらに慕容皝・慕容仁の攻勢により宇文乞得亀は大敗を喫した。宇文乞得亀は夜を待って単騎で逃走を図り、その兵は尽く捕らえられた。慕容仁・慕容皝は宇文部の都城に侵入すると、重宝は尽く奪われ、百万の畜産が鹵獲され、数万の民が略奪された。また、宇文乞得亀は軽騎兵により追撃を受けたが、かろうじて逃げ果たした。
327年12月、代王拓跋紇那が賀蘭部の帥賀蘭藹頭討伐の兵を挙げると、宇文乞得亀もまたこれに協力して兵を派遣したが、撃退された。
329年12月、拓跋紇那が宇文部へ亡命して来ると、これを迎え入れた。
333年8月、宇文乞得亀は東部大人の宇文逸豆帰により領土を追放され、逃走中に亡くなった。

## 逸話
325年より以前、海から大きな亀が現れ、平郭で死ぬという出来事があったが、宇文乞得亀が敗れる予兆であったという。